# Julius August Wagenmann
Julius August Wagenmann (* 23. November 1823 in Berneck; † 27. August 1890 in Tübingen) war ordentlicher Professor für Evangelische Theologie an der Georg-August-Universität Göttingen und Redakteur für die Zeitschrift für deutsche Theologie. Vor allem schrieb er wesentliche Teile für die Allgemeine Deutsche Biographie.

## Leben
Julius August Wagenmann stammte aus Württemberg und studierte in Tübingen von 1841 bis 1845 Theologie und wurde Mitglied der Burschenschaft Nordland, der späteren Verbindung Normannia Tübingen. Anschließend arbeitete er von 1846 bis 1848 als Repetent  am Seminar Blaubeuren und von 1849 bis 1851 am Evangelischen Stift in Tübingen. 1852 wurde er Diaconus und 1857 Archidiaconus in Göppingen. Am 20. März 1861 wurde er von der Theologischen Fakultät der Universität Tübingen zum Lic. theol. promoviert. Von dort wurde er 1861 an die Universität Göttingen berufen und lehrte dort bis zu seinem Tod während eines Heimatbesuchs.
Wagenmann zeichnete sich durch ein enzyklopädisches Gedächtnis, besonders zu Themen der Kirchengeschichte, aus. Daneben schrieb er Artikel für verschiedene Enzyklopädien sowie die Allgemeine Deutsche Biographie. Auch war er Redakteur für die Zeitschrift für deutsche Theologie. Bei all diesen vielseitigen Tätigkeiten kam er jedoch nicht dazu, eigene Bücher zu verfassen.
Wagenmann war Ehrenphilister des Göttinger Wingolf. Am 8. November 1862 wurde er durch die Universität Göttingen mit der theologischen Ehrendoktorwürde (D. theol. h.c.) ausgezeichnet.
Der Sohn August Wagenmann war Professor der Augenheilkunde; der Sohn Karl Wagenmann war Geistlicher Vizepräsident im Landeskirchenamt Hannover.

## Werke
- Allgemeine Deutsche Biographie, Artikel von Julius August Wagenmann. 1875–1912.